# Oedaspis dorsocentralis
Oedaspis dorsocentralis
 es una especie de insecto del género Oedaspis de la familia Tephritidae del orden Diptera.
Zia la describió científicamente por primera vez en el año 1938.